# Severn Lamb
Severn Lamb est un constructeur de systèmes et d'équipements de transport destinés principalement au marché du loisirs. Ils sont basés à Alcester dans le comté anglais du Warwickshire, mais vendent leurs produits dans le monde entier,,.

## Histoire
La société a été fondée par Peter Severn Lamb en 1948 à Stratford-upon-Avon. À ses débuts, elle fabriquait principalement des locomotives à vapeur pour modèles réduits et miniatures. Il construit aujourd'hui des locomotives à vapeur, ainsi que des locomotives hydrauliques diesel et hydrauliques pour chemins de fer à voie étroite dans des parcs à thèmes et de loisirs. Ils fabriquent également des trains sur route, des monorails, des bus ou des bateaux.

## Réalisations
Parmi leurs clients, on peut citer les parcs Disney, avec des véhicules construits pour le train Wildlife Express à Disney's Animal Kingdom à Walt Disney World Resort, le chemin de fer de Disneyland à Disneyland Paris et le chemin de fer Hong Kong Disneyland. Des véhicules ont également été construits pour de nombreux autres parcs de loisirs et centres de villégiature, notamment Busch Gardens Tampa en Floride, Fraispertuis-City en France, Mirabilandia en Italie, Kuwait Entertainment City au Koweït, Genting Highlands en Malaisie, Siam Park City en Thaïlande, Thorpe Park et Legoland Windsor au Royaume-Uni.
Severn Lamb a également construit les 52 plates-formes électriques qui constituaient la scène mobile entourant le périmètre de l'arène pour les cérémonies d'ouverture et de clôture des Jeux Olympiques d'Athènes 2004.

Locomotives produites
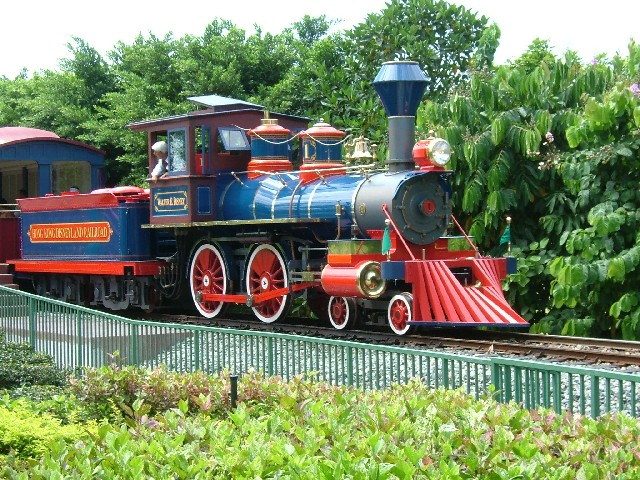
Locomotive du Hong Kong Disneyland Railroad à Hong Kong Disneyland.
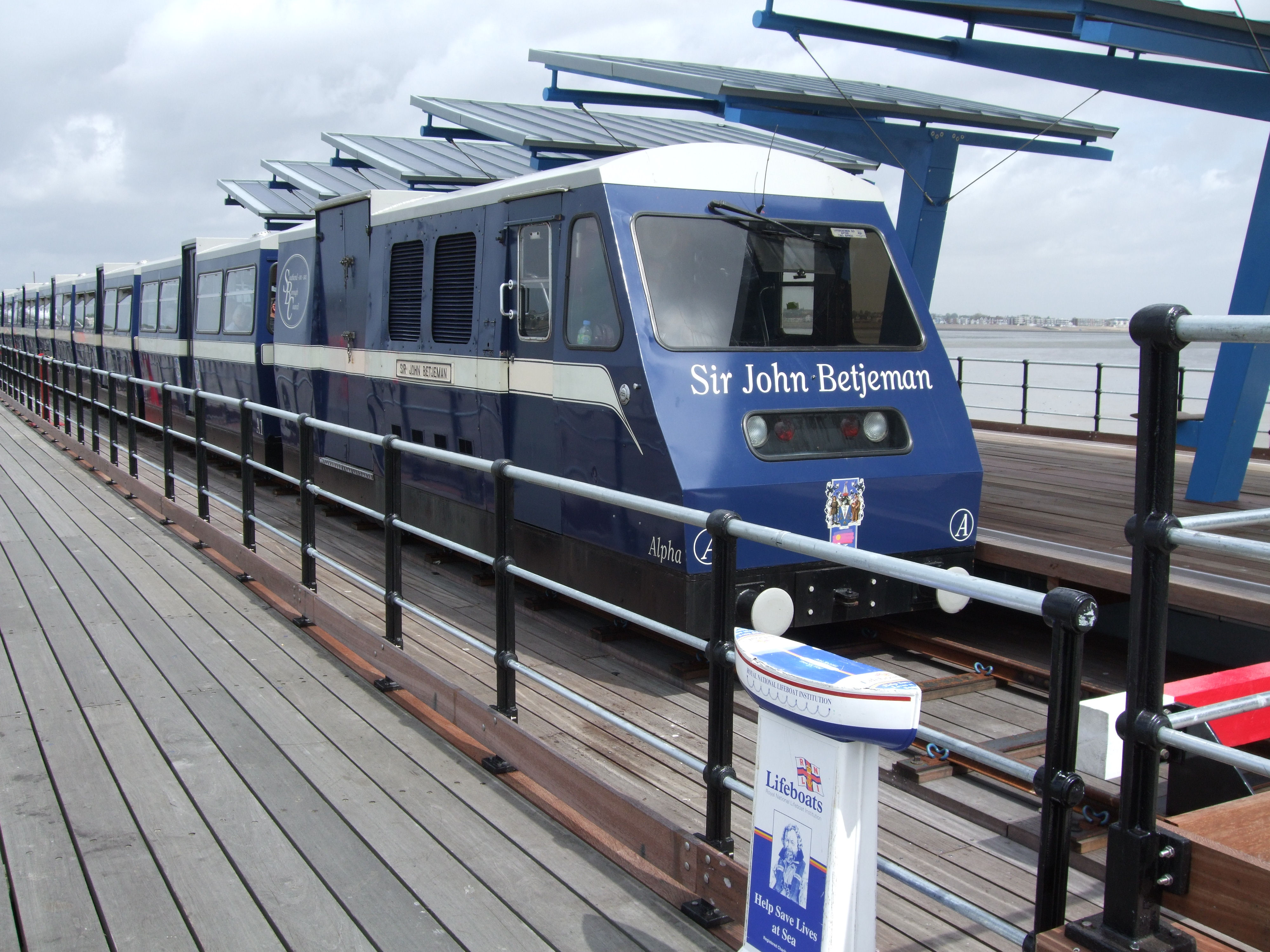
Train de Southend Pier Railway en 1986.
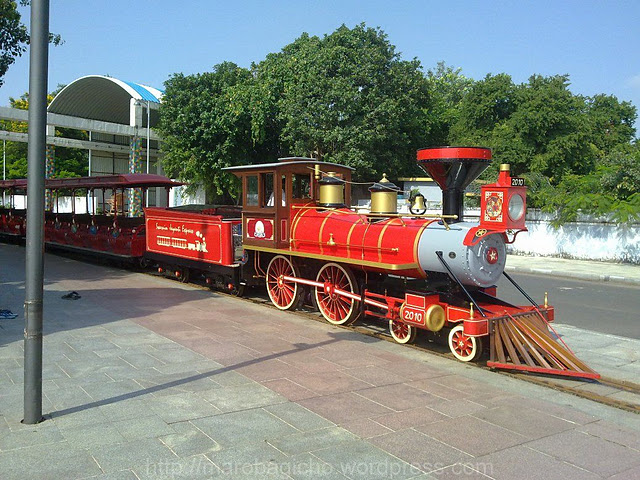
The Atal Express à Kankaria Lake, Ahmedabad, Inde.
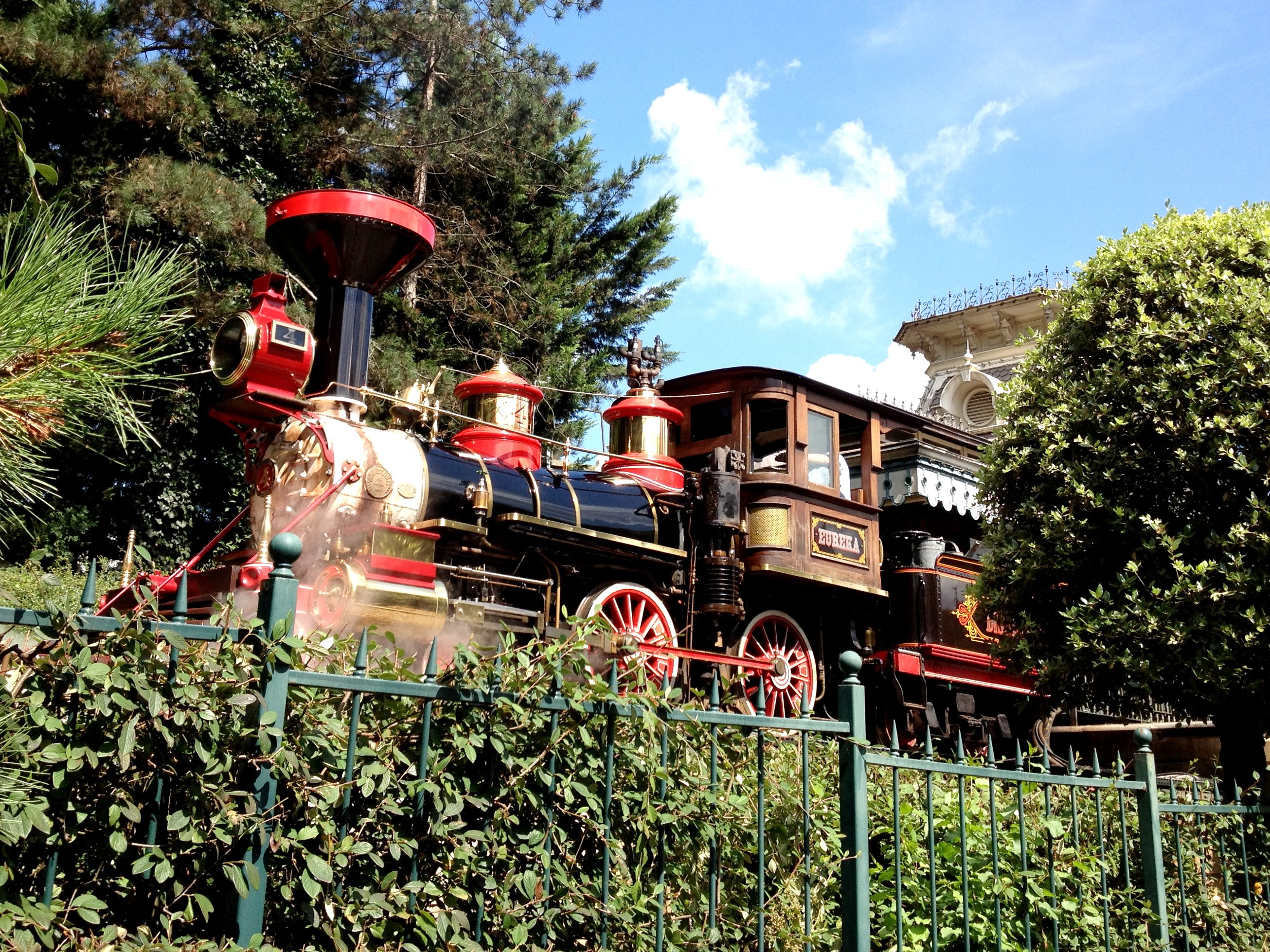
Disneyland Railroad No. 4 Eureka, construit en 1993.